# 太安樓
太安樓（英語：Tai On Building）是位於香港香港島東區西灣河筲箕灣道的住宅大廈，由香港置地發展，於1968年落成。太安樓鄰近港鐵西灣河站，也接近太古城，周邊由四通八達的街道包圍，如筲箕灣道、東區走廊、太康街、太安街及康祥街。
太安樓地下商場是一個著名香港地道小吃夜市，深受本地人、遊客、名人和網紅歡迎，故成為香港旅遊勝地及西灣河地標之一。
根據香港政府統計處2021年人口普查資料，太安樓有人居住的單位數目有2115戶，居民人數有4261人，是全港最多人居住的單一建築物。

## 歷史

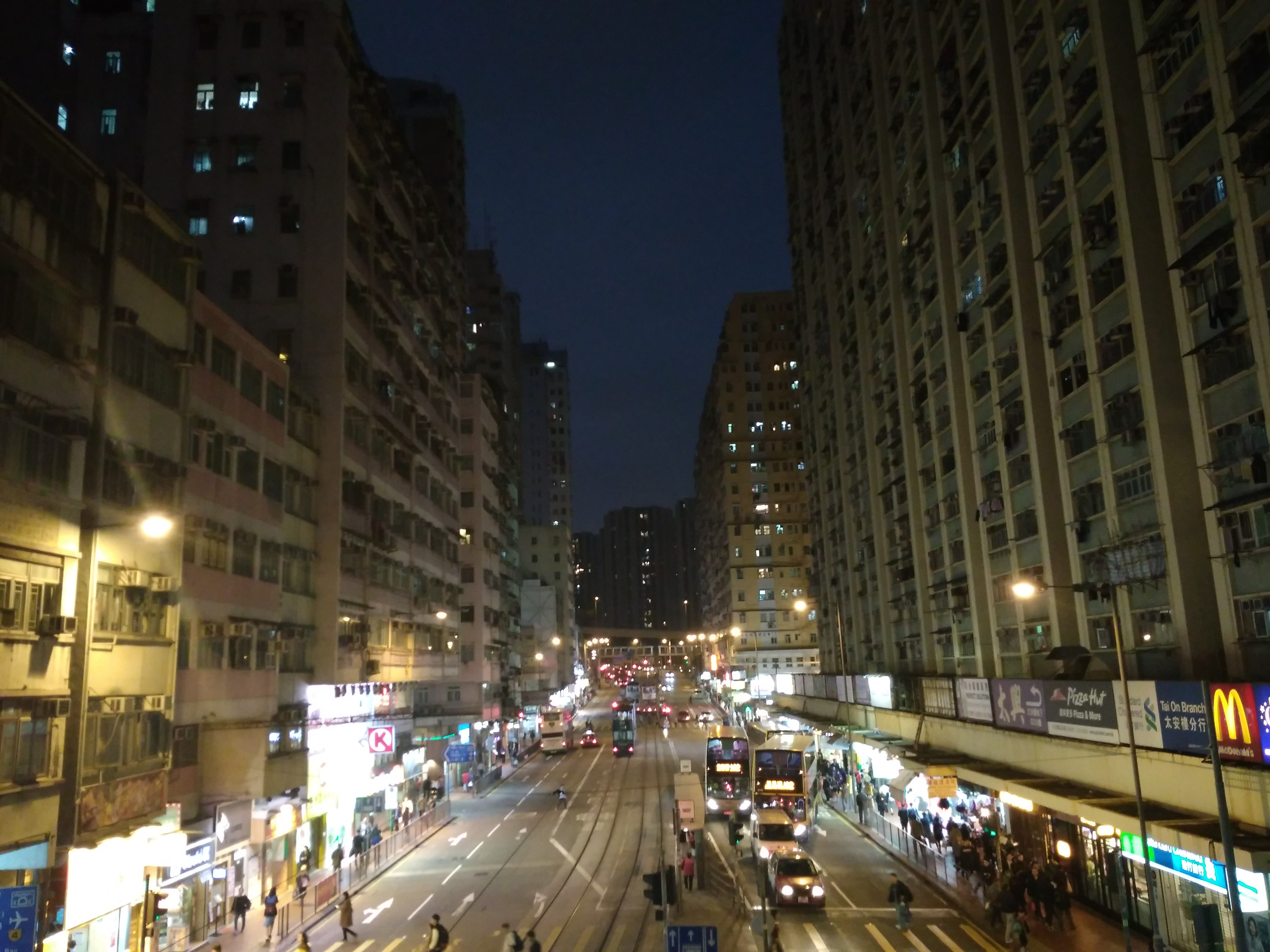
太安樓旁的筲箕灣道

太安樓在1968年由發展商香港置地集團發展，屬該公司經濟住宅計劃第二期（第一期是月華街觀塘大廈），並由王伍歐陽建築師事務所之建築師及工程師歐陽昭（Lesile Ouyang）負責設計，孫福記營造為總承建商。
1979年以前，太安樓仍然位於海旁，曾坐擁維多利亞港海景。不過踏入1980年代，由於西灣河碼頭的多次搬遷，加上東區走廊的興建及填海，使西灣河的海旁不斷北移。及至現在，整個鯉景灣和嘉亨灣的範圍都是從填海得來的土地。

### 銷售
太安樓當年銷售時，港人大排長龍，有報道指連續兩天每天有過萬份申請，是當年港島東一件大事。招租廣告以「規模宏大、雄霸遠東」作賣點，稱此為「全世界最大的住宅建築物」。

## 太安樓夜市
太安樓地下商場獲譽為香港夜市或香港小士林，是一個自80年代開始以集香港地道小吃於一地聞名的地方，如雞蛋仔、魚蛋、車仔麵、炒粉麵、粉果、燒賣等，因而吸引不少本地人及外國遊客慕名而來。太安樓亦因大多數店舖會營業至午夜12時而被譽為宵夜勝地，而太安樓夜市深受名人和網紅，名人明星如陳豪、張敬軒、何超蓮、陳啟泰、蘇施黃等曾到訪或介紹太安樓夜市。笑波子、Mira、Mill Milk、米紙等本地創作者亦拍片介紹太安樓夜市，甚至著名台灣youtuber金針菇到訪香港時亦曾拍片介紹太安樓，由此可見，太安樓已成為本地人及遊客的掃街熱點，故成為西灣河地標之一。
太安樓地下商場由三條橫街加一條直巷構成「王」字形，夜市特色食店林立，如魚蛋佬、真‧章魚無雙、太安樓牛雜、姊妹美食、海南雞專門店、金樺餅店、林記車仔麵、曜嚐吐司等。

## 大廈設計

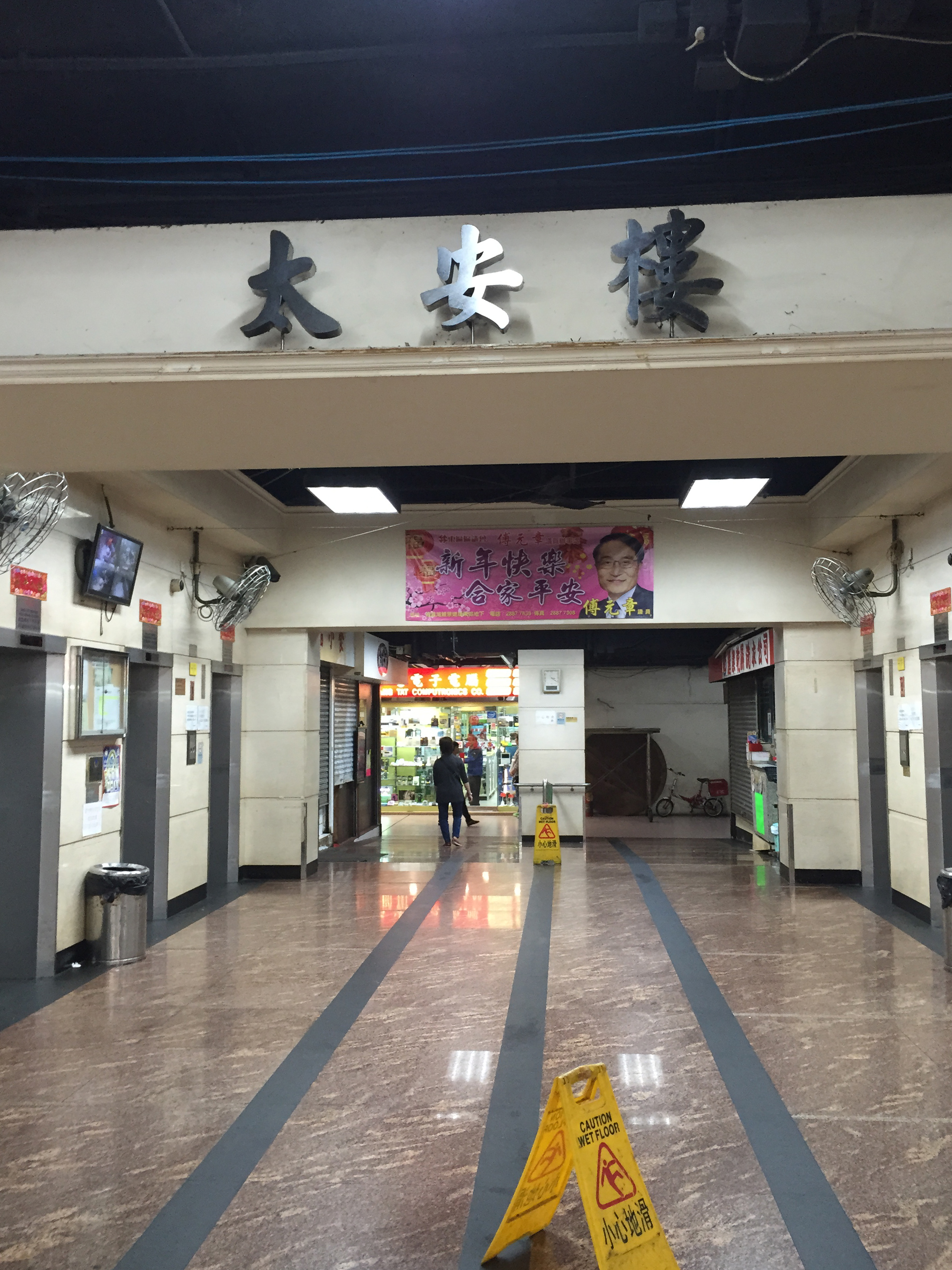
開放式升降機大堂

太安樓是單幢式物業，伙數甚多，地下是屋苑商場。大廈Ｈ型設計，樓高28層，有1884伙，小型單位。1968年售價介乎17,300至27,000港元之間。
太安樓每層有4台升降機（A及B大堂各2台），共16台，卻有68個單位，內裡採用長直走廊設計，採用泛光燈，走廊兩邊均為住宅單位，設計極像早年香港屋宇建設委員會的廉租屋邨以及八十年代的單座工字型大廈公共屋邨，故有「私人廉租屋」、「善心樓」之名。

## 設施

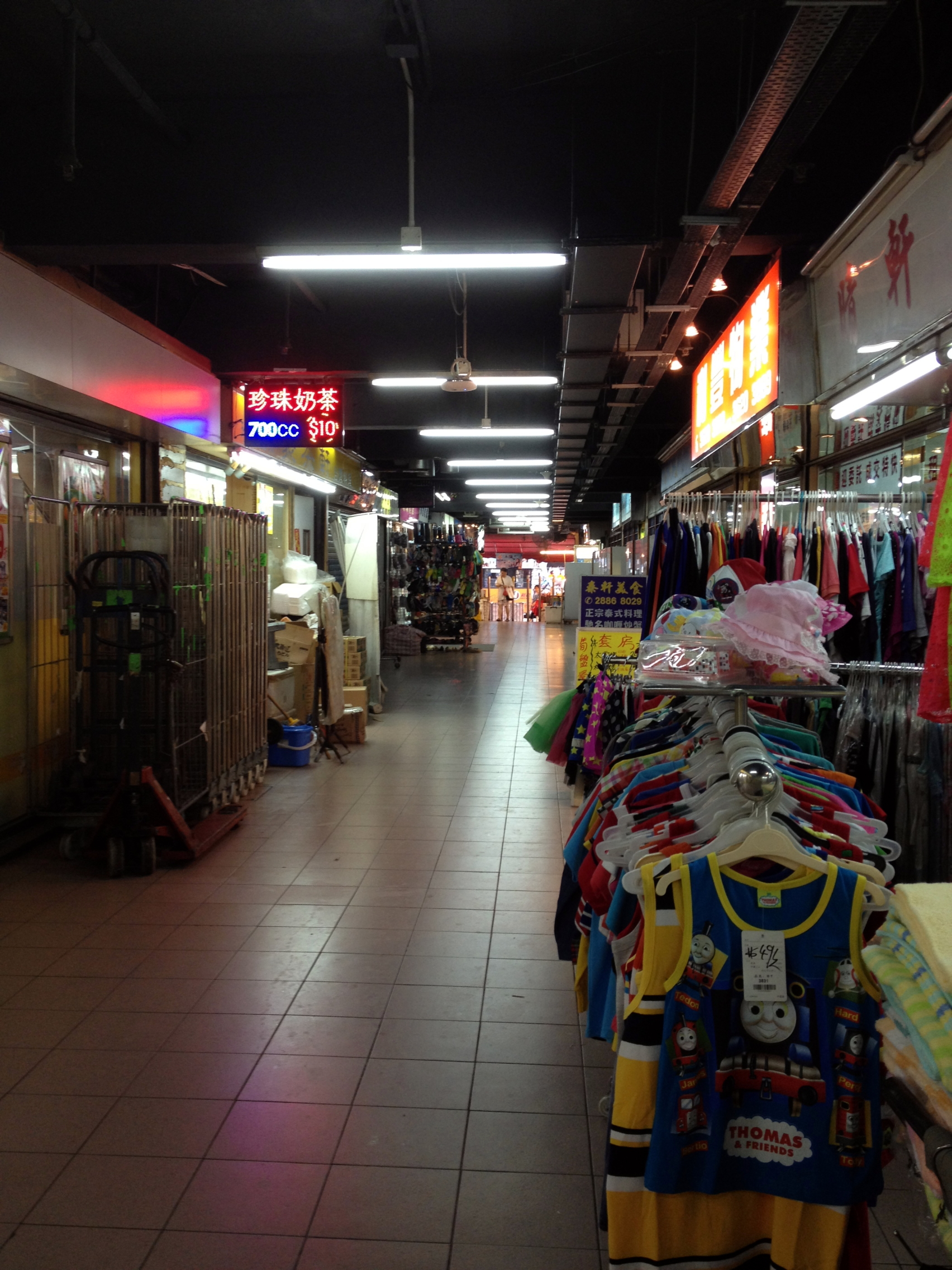
太安樓商場以小商店為主

太安樓地下是商場，以美食、文具、膠卷沖曬、教科書及筆記大量影印最有名，此外還有滙豐銀行、渣打銀行、大新銀行、工商銀行多間銀行分行、U購Select、麥當勞、藥房、醫務所、惠康（2017年9月27日開張）、五金及電器修理、漫畫及影碟出租店。
昔日地下是大型商場還有油站和戲院（兩者中間是小型工廠）工廠外停車位，還有一個水站是供應淡水給漁船用，因為未填海時太安樓當年外面已是海邊。商場裡有鮮魚、肉舖和士多、雜貨店，向電車路還有酒樓，並在地下電梯附近有公眾電話方便住戶，一樓向海平台是公眾休憩花園。
1989年，陳永安在西灣河太安樓創立太興燒味成名，獲封為「燒味大王」，其後發展成連鎖式茶餐廳。2017年，太興燒味已經遷往鯉景灣。

## 鄰近
- 太古城
- 香港中國婦女會中學
- 港島民生書院
- 鯉景灣
- 蘇豪東
- 嘉亨灣
- 筲箕灣避風塘
- 興東邨
- 鰂魚涌公園
- 港島東體育館
- 香港電影資料館

## 問題

### 樓宇管理
- 大廈電梯大堂沒有閘門且與商場相連，而且1樓為安老院，不時有院友及訪客出入[4]，其他樓層更有「一樓一」，因此太安樓出入人流甚多。
- 大廈保安員為數18人，管理費用方面，各戶業主每月共同繳付管理費為港幣19萬，但保安公司收了14萬元，其餘只得5萬用作支付電費、水費、第三者保險費、大廈及升降機維修保養等支出。

### 治安
- 早年太安樓是高空擲物的黑點：在1980年代初期，多次發生有住戶把電視機、紙巾、膠袋、沙發、甚至整個冰箱從該廈扔下。
- 2002年11月5日深夜，大廈發生三級火警，12樓一單位對開走廊被大耳窿縱火，加上走廊平日堆放大量被丟棄的家具雜物，濃煙捲着火球沿通道蔓延，數千居民倉皇逃走至地面。消防處派出近七隊煙帽隊趕至現場撲救，至凌晨1時許，至少有14名居民受傷送院，由於現場大廈電箱爆炸，消防員將整幢大廈居民疏散，現場筲箕灣道一度擠滿從大廈內疏散的人群。[5]
- 2009年2月12日，東區裁判法院發生被押送少年逃走事件。一名報失的14歲失蹤少年，被尋獲後送到東區法院少年法庭應訊，法庭判他要入住屯門兒童院，少年在法院停車場突發難擺脫警員看管，飛奔逃去無蹤。警方接報指一名貌似該名少年的人，走入距離東區法院百多米外的太安樓，警方派30警員封鎖大廈及商場最少7個出入口，並帶同少年照片，登上大廈逐層搜查，但經過大半天行動，未能發現少年蹤影。其後該名少年被警方拘捕。
- 2021年有男住客在太安樓梯間縱火引燃雜物被捕。[6]
- 2023年有網民指太安樓有陌生男子嘗試打開其家門又亂動其信箱，懷疑他企圖爆竊。[7]

### 自殺
- 太安樓不時發生住客及外人自殺的新聞，包括2004年有情侶在13樓一板間套房燒炭自殺雙雙殞命，待屍體發臭才為人發現。[8]2012年有男子在東欣苑住所殺妻後前往太安樓跳樓畏罪自殺[9]。2023年11月有男子跳樓自殺，遺體跌落太安街馬路上。[10]
- 2024年3月，屢遭執法機構檢控，執法人員視太安樓為「東區毒瘤」，有裁判官更指太安樓是「眼中釘」、「無王管」。[11]
- 太安樓居民眾多，在2022年就曾經在2月19日[12]、3月30日[13]、5月28日[14]、8月9日[15]及8月30日[16]先後被香港政府納入強制檢測公告名單，是少數短時間內（後兩者僅相隔21日）接連進行強制檢測的樓宇。
- 近年亦有投訴指太安樓商場部分食肆使用明火煮食。[17]

## 事件

### 西灣河開槍事件
2019年11月11日，為了抗議香港警察行為及爭取五大訴求，香港有市民發起包括「三罷」（「罷工」、「罷課」及「罷市」）的黎明行動，期間在西灣河太安樓對開，交通警長關家榮脅持一名青年後開槍擊中香港專業教育學院柴灣分校男學生周柏均，並連開兩槍擊中另一名市民胡子健，中槍倒地的周柏均及胡子健隨後被防暴警員制服，並以涉嫌企圖搶槍及非法集結的罪名被捕，其中周柏均在中槍後被送往東區醫院深切治療部救治，情況一度危殆，及後香港特別行政區政府區域法院法官謝沈智慧判周柏均相關罪名表證成立。

## 外部連結
- 太安樓地圖
- 筲箕灣太安樓資料
- 關注太安樓業主權益
- 東區卓越工作贏讚賞 (香港警察)（页面存档备份，存于）

22°16′58″N 114°13′19″E / 22.2828°N 114.2220°E